# Fjällräddningen

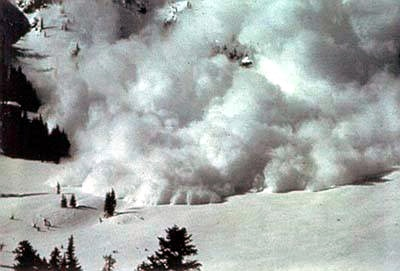
Vid bland annat lavinolyckor rycker fjällräddarna ut.

Fjällräddningen är en ideell svensk organisation som bland annat har som uppgift att på uppdrag av polisen utföra räddningsaktioner i fjällterräng enligt Lagen om skydd mot olyckor.

## Organisation

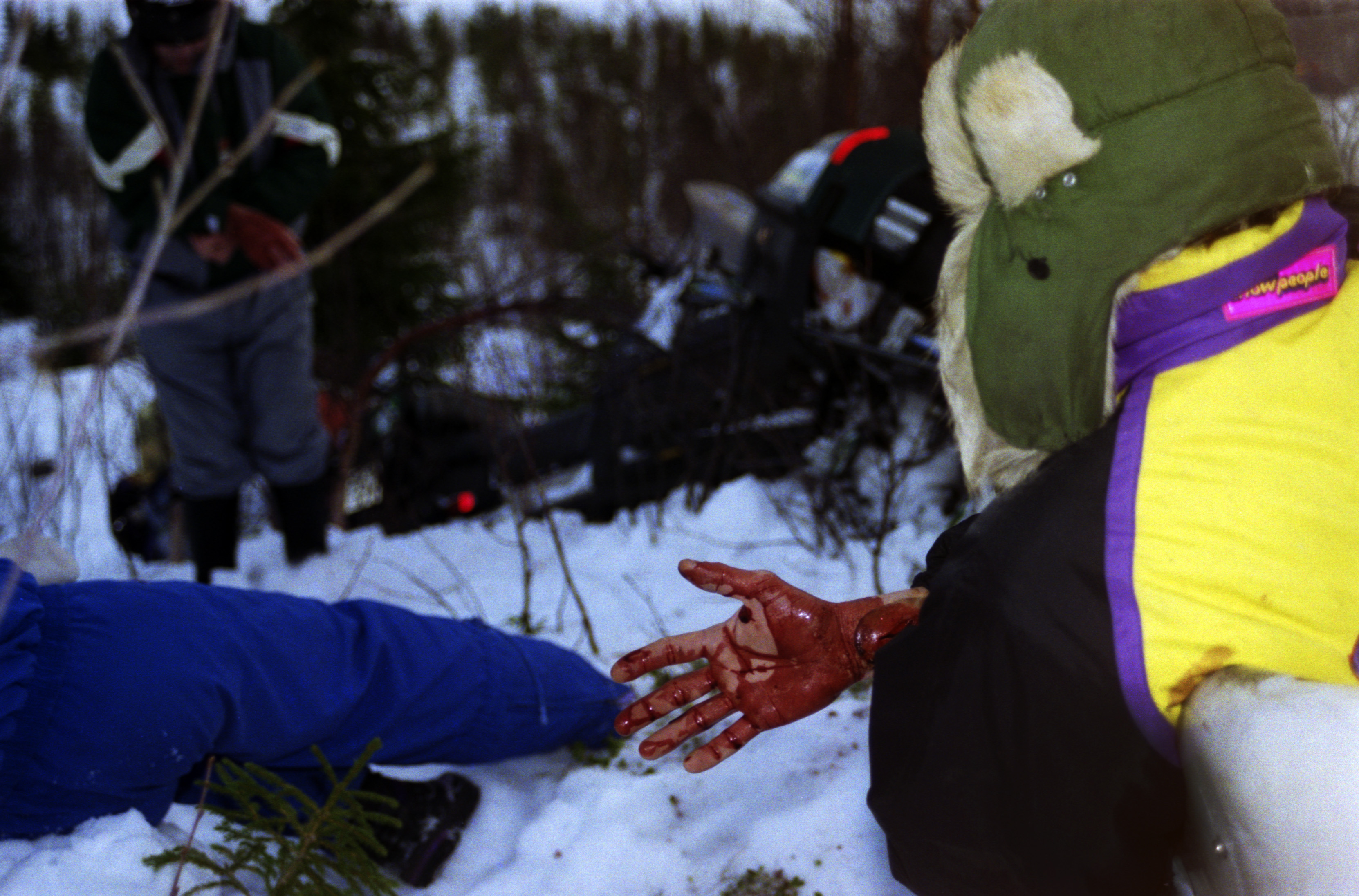
Fjällräddningsövning i Oviksfjällen. Foto: Jonny Hansson.

Fjällräddningens uppgift är att bistå personer som hamnat i nöd på fjället, exempelvis blivit sjuka, gått vilse eller överraskats av dåligt väder. Fjällräddningen finns i Dalarnas län, Jämtlands län, Västerbottens län och i Norrbottens län och det är polismyndigheterna som enligt lagen är skyldig att hålla denna organisation. Fjällräddningen ingår i Fjällsäkerhetsrådet tillsammans med bland annat  Försvarsmakten, Lantmäteriverket, Polismyndigheten och SMHI.

### Fjällräddningen omfattar
I Sverige finns idag cirka 500 civila fjällräddare som är fördelade från Dalarna till Norrbotten. I de fyra länen finns även ungefär 90 polisinsatschefer som leder räddningsinsatserna. Till deras hjälp finns alpina räddningsgrupper i Östersund och i Kiruna, grotträddningsgrupper i Gäddede i Frostvikens distrikt och i Hemavan. Förutom det så finns utbildade fjällräddningshundar på lavinfrekventa platser.

## Fjällräddningens uppgift

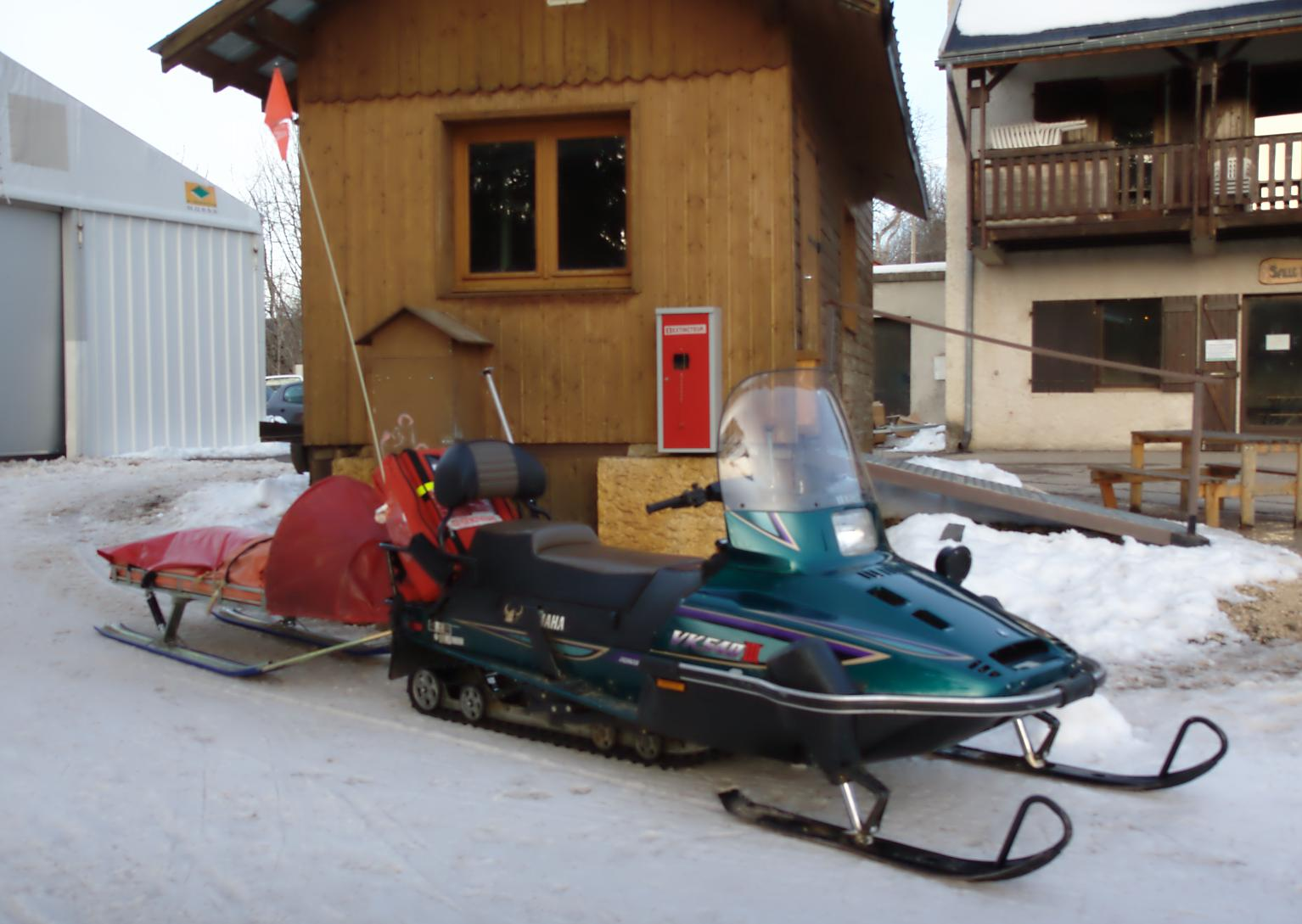
Snöskoter med räddningspulka.

Fjällräddaren ska finnas redo då polisen bedömer att en räddningsinsats måste genomföras. Därför måste fjällräddaren ha en god lokalkännedom inom sitt fjällområde, genomfört de av polisen begärda utbildningarna (se nedan) samt att alltid lämna uppgift om adress, telefon- och mobiltelefonnummer eller annan larmväg.
Fjällräddaren ska bland annat även finnas tillgänglig för övningar, bistå annan räddningstjänst samt vara polisens förlängda arm i fjäll och glesbygd. 

### Grundkrav på fjällräddare
Personer som söker till fjällräddningen måste ha fyllt 18 år, vara boende på orten och ha ingående kännedom om de områden där gruppen arbetar. Denne ska också vara införstådd med och beredd på att en del uppdrag kan medföra fysiska och psykiska påfrestningar. God hälsa och kondition är därför viktigt. Uppfyller den sökande kraven så är det polismyndigheten som beslutar om ett förordnande i max 5 år åt gången och som längst till denne fyller 65 år.

### Utbildning
En fjällräddares utbildning sker i 3 steg: 
Steg 1 är en 12-timmars grundutbildning i första hjälpen, så kallad LABC. 
Steg 2 är en 8-timmars utbildning i snö- och lavinkunskap.
Steg 3 är en 8-timmars utbildning i sjukdomskännedom, symtom och frakturer, radiokommunikation, karta och kompass samt GPS.

## Utrustning
Den enskilde fjällräddaren måste själv stå för en stor del av utrustningen som krävs. Denne måste ha bil, släpvagn, snöskoter (som ska vara godkänd av polisen) med en kälke, 4-hjulig motorcykel med släde, mobiltelefon samt personlig utrustning. 
Polisen är skyldig att tillhandahålla fjällräddaruniform, kommunikationsradio, kommunikationsnät, lavinsonder, lavinlinor och räddningspulkor med sjukvårdsutrustning.